# オランダグランプリ
オランダグランプリ（オランダGP, Dutch Grand Prix）は、1948年からオランダで断続的に開催されているF1レースのひとつである。

## 概要
1948年に初開催され、1952年からはF1世界選手権の1戦として1985年まで断続的に、レースは全てザントフォールトで開催された。
1986年以降は騒音等の問題からF1の開催は行われなくなったが、2016年にオランダ人ドライバーとしてのF1初勝利を挙げたマックス・フェルスタッペンの活躍によりオランダグランプリ開催復活の機運が高まり、当初はMotoGPが開催されているTTサーキット・アッセンになる可能性が高いとされたが、2020年からのザントフォールトでの復活開催に向けてF1を経営するリバティメディアとの交渉が進み、2020年より3年間の開催契約を結んだことが発表された。復活初年度となる2020年は5月3日に開催される予定であったが、新型コロナウイルスの世界的流行の影響で延期が発表され、さらにマルク・ルッテ首相が9月1日までの国内イベントの全てを中止すると発表したため、2020年度中の開催は困難な状況となり、2020年の開催は中止され翌2021年に延期されることになった。
2022年12月にザントフォールトとの開催契約が2025年まで延長された。しかし、財政面の問題から2026年以降の開催については不透明となっており、隣国のベルギーグランプリと隔年で開催することも視野に入れていたが、2024年12月に開催契約を2026年まで延長するとともにそれ以降はF1カレンダーに残らないことを発表した。

## 特筆すべきレース
- 1961年 - 決勝に出走した15台[注 1]が途中1台もリタイアすることなく全車完走した。『出走全車完走』はF1史上初のことであり、20世紀では唯一である[注 2]。また、ピットストップが1回もなかった史上唯一のレースでもある。

- 1967年 - フォード・コスワース・DFVエンジンを搭載したロータス・49がデビューし、同車を走らせるジム・クラークが優勝。のちに通算155勝[注 3]を挙げるDFVエンジンの最初の勝利であった[11]。

- 1970年 - ウィリアムズでデ・トマソを駆るピアス・カレッジが事故死[12]。

- 1973年 - マーチのロジャー・ウィリアムソンが事故死[12]。

- 2023年 - マックス・フェルスタッペンがセバスチャン・ベッテルに並ぶ9連勝を挙げた[13]。

## 過去の結果と開催サーキット
- ピンク地はF1世界選手権以外で開催された年。
- 1948年-1949年は「ザントフォールトグランプリ」の名称で開催された。

| 年          | 決勝日                                         | ラウンド                                       | サーキット                                     | 勝者                                           | コンストラクター （括弧内はノンワークスチーム） | 結果                                           |
| ----------- | ---------------------------------------------- | ---------------------------------------------- | ---------------------------------------------- | ---------------------------------------------- | ----------------------------------------------- | ---------------------------------------------- |
| 1948        | 8月07日                                        | 非選手権                                       | ザントフォールト                               | プリンス・ビラ                                 | マセラティ                                      | 詳細                                           |
| 1949        | 7月31日                                        | 非選手権                                       | ザントフォールト                               | ルイジ・ヴィッロレージ                         | フェラーリ                                      | 詳細                                           |
| 1950        | 7月23日                                        | 非選手権                                       | ザントフォールト                               | ルイ・ロジェ                                   | タルボ・ラーゴ                                  | 詳細                                           |
| 1951        | 7月22日                                        | 非選手権                                       | ザントフォールト                               | ルイ・ロジェ                                   | タルボ・ラーゴ                                  | 詳細                                           |
| 1952        | 8月17日                                        | 7                                              | ザントフォールト                               | アルベルト・アスカリ                           | フェラーリ                                      | 詳細                                           |
| 1953        | 6月07日                                        | 3                                              | ザントフォールト                               | アルベルト・アスカリ                           | フェラーリ                                      | 詳細                                           |
| 1954        | 開催されず                                     | 開催されず                                     | 開催されず                                     | 開催されず                                     | 開催されず                                      | 開催されず                                     |
| 1955        | 6月19日                                        | 5                                              | ザントフォールト                               | ファン・マヌエル・ファンジオ                   | メルセデス                                      | 詳細                                           |
| 1956        | 開催されず                                     | 開催されず                                     | 開催されず                                     | 開催されず                                     | 開催されず                                      | 開催されず                                     |
| 1957        | 開催されず                                     | 開催されず                                     | 開催されず                                     | 開催されず                                     | 開催されず                                      | 開催されず                                     |
| 1958        | 5月26日                                        | 3                                              | ザントフォールト                               | スターリング・モス                             | ヴァンウォール                                  | 詳細                                           |
| 1959        | 5月31日                                        | 3                                              | ザントフォールト                               | ヨアキム・ボニエ                               | BRM                                             | 詳細                                           |
| 1960        | 6月06日                                        | 4                                              | ザントフォールト                               | ジャック・ブラバム                             | クーパー-クライマックス                         | 詳細                                           |
| 1961        | 5月22日                                        | 2                                              | ザントフォールト                               | ヴォルフガング・フォン・トリップス             | フェラーリ                                      | 詳細                                           |
| 1962        | 5月20日                                        | 1                                              | ザントフォールト                               | グラハム・ヒル                                 | BRM                                             | 詳細                                           |
| 1963        | 6月23日                                        | 3                                              | ザントフォールト                               | ジム・クラーク                                 | ロータス-クライマックス                         | 詳細                                           |
| 1964        | 5月24日                                        | 2                                              | ザントフォールト                               | ジム・クラーク                                 | ロータス-クライマックス                         | 詳細                                           |
| 1965        | 7月18日                                        | 6                                              | ザントフォールト                               | ジム・クラーク                                 | ロータス-クライマックス                         | 詳細                                           |
| 1966        | 7月24日                                        | 5                                              | ザントフォールト                               | ジャック・ブラバム                             | ブラバム-レプコ                                 | 詳細                                           |
| 1967        | 6月04日                                        | 3                                              | ザントフォールト                               | ジム・クラーク                                 | ロータス-フォード                               | 詳細                                           |
| 1968        | 6月23日                                        | 5                                              | ザントフォールト                               | ジャッキー・スチュワート                       | マトラ-フォード （マトラ・インターナショナル）  | 詳細                                           |
| 1969        | 6月22日                                        | 4                                              | ザントフォールト                               | ジャッキー・スチュワート                       | マトラ-フォード （マトラ・インターナショナル）  | 詳細                                           |
| 1970        | 6月21日                                        | 5                                              | ザントフォールト                               | ヨッヘン・リント                               | ロータス-フォード                               | 詳細                                           |
| 1971        | 6月20日                                        | 4                                              | ザントフォールト                               | ジャッキー・イクス                             | フェラーリ                                      | 詳細                                           |
| 1972        | 開催されず                                     | 開催されず                                     | 開催されず                                     | 開催されず                                     | 開催されず                                      | 開催されず                                     |
| 1973        | 7月29日                                        | 10                                             | ザントフォールト                               | ジャッキー・スチュワート                       | ティレル-フォード                               | 詳細                                           |
| 1974        | 6月23日                                        | 8                                              | ザントフォールト                               | ニキ・ラウダ                                   | フェラーリ                                      | 詳細                                           |
| 1975        | 6月22日                                        | 8                                              | ザントフォールト                               | ジェームス・ハント                             | ヘスケス-フォード                               | 詳細                                           |
| 1976        | 8月29日                                        | 12                                             | ザントフォールト                               | ジェームス・ハント                             | マクラーレン-フォード                           | 詳細                                           |
| 1977        | 8月28日                                        | 13                                             | ザントフォールト                               | ニキ・ラウダ                                   | フェラーリ                                      | 詳細                                           |
| 1978        | 8月27日                                        | 13                                             | ザントフォールト                               | マリオ・アンドレッティ                         | ロータス-フォード                               | 詳細                                           |
| 1979        | 8月26日                                        | 12                                             | ザントフォールト                               | アラン・ジョーンズ                             | ウィリアムズ-フォード                           | 詳細                                           |
| 1980        | 8月31日                                        | 11                                             | ザントフォールト                               | ネルソン・ピケ                                 | ブラバム-フォード                               | 詳細                                           |
| 1981        | 8月30日                                        | 12                                             | ザントフォールト                               | アラン・プロスト                               | ルノー                                          | 詳細                                           |
| 1982        | 7月03日                                        | 9                                              | ザントフォールト                               | ディディエ・ピローニ                           | フェラーリ                                      | 詳細                                           |
| 1983        | 8月28日                                        | 12                                             | ザントフォールト                               | ルネ・アルヌー                                 | フェラーリ                                      | 詳細                                           |
| 1984        | 8月26日                                        | 13                                             | ザントフォールト                               | アラン・プロスト                               | マクラーレン-TAG                                | 詳細                                           |
| 1985        | 8月25日                                        | 11                                             | ザントフォールト                               | ニキ・ラウダ                                   | マクラーレン-TAG                                | 詳細                                           |
| 1986 - 2019 | 開催されず                                     | 開催されず                                     | 開催されず                                     | 開催されず                                     | 開催されず                                      | 開催されず                                     |
| 2020        | 新型コロナウイルス感染症の世界的流行により中止 | 新型コロナウイルス感染症の世界的流行により中止 | 新型コロナウイルス感染症の世界的流行により中止 | 新型コロナウイルス感染症の世界的流行により中止 | 新型コロナウイルス感染症の世界的流行により中止  | 新型コロナウイルス感染症の世界的流行により中止 |
| 2021        | 9月05日                                        | 13                                             | ザントフォールト                               | マックス・フェルスタッペン                     | レッドブル-ホンダ                               | 詳細                                           |
| 2022        | 9月04日                                        | 15                                             | ザントフォールト                               | マックス・フェルスタッペン                     | レッドブル-RBPT                                 | 詳細                                           |
| 2023        | 8月27日                                        | 14                                             | ザントフォールト                               | マックス・フェルスタッペン                     | レッドブル-ホンダ・RBPT                         | 詳細                                           |
| 2024        | 8月25日                                        | 15                                             | ザントフォールト                               | ランド・ノリス                                 | マクラーレン-メルセデス                         | 詳細                                           |

### 開催されたサーキット
前述の通り、オランダGPは全てザントフォールト・サーキットで開催されている。

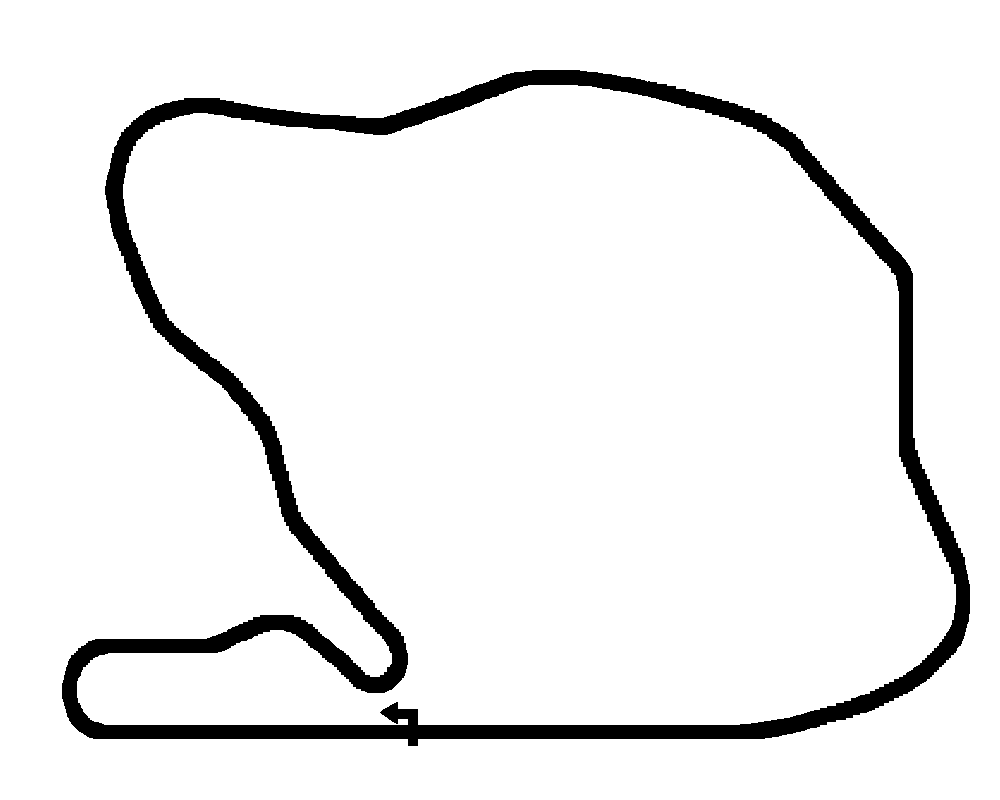
ザントフォールト（1948-1971）
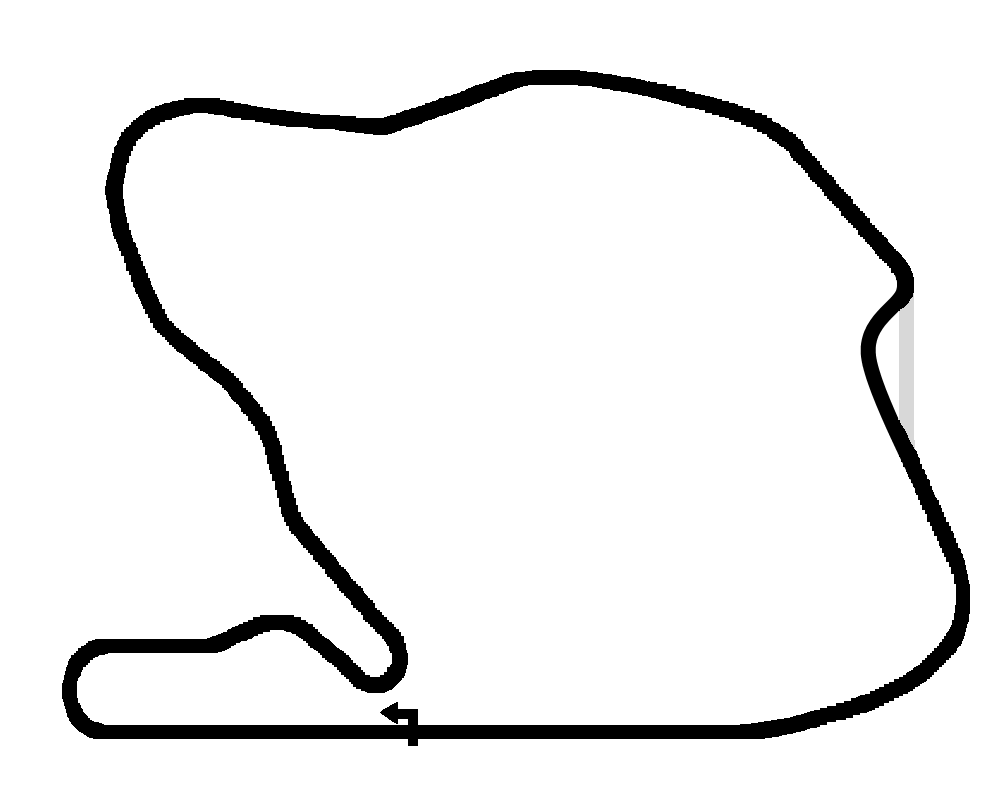
ザントフォールト（1973-1979）
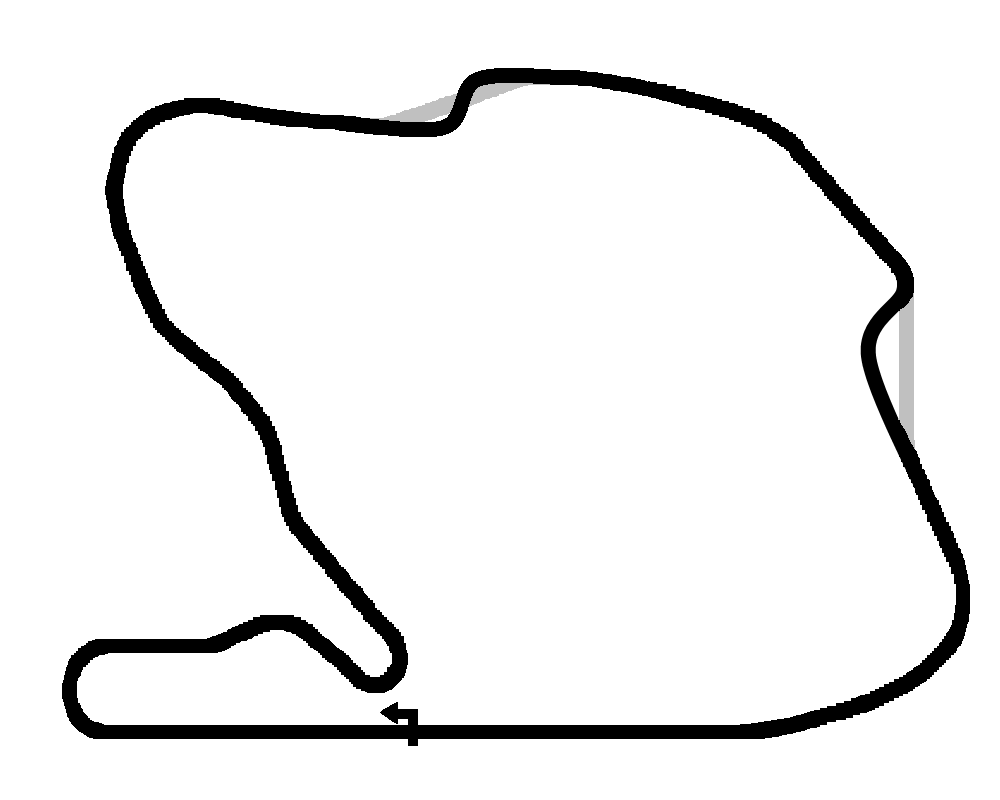
ザントフォールト（1980-1985）
ザントフォールト（2021-）

## 優勝回数
複数回勝利を挙げた者のみ対象とする。

### ドライバー
| 回数 | ドライバー                 | 優勝年                 |
| ---- | -------------------------- | ---------------------- |
| 4    | ジム・クラーク             | 1963, 1964, 1965, 1967 |
| 3    | ジャッキー・スチュワート   | 1968, 1969, 1973       |
| 3    | ニキ・ラウダ               | 1974, 1977, 1985       |
| 3    | マックス・フェルスタッペン | 2021, 2022, 2023       |
| 2    | ルイ・ロジェ               | 1950, 1951             |
| 2    | アルベルト・アスカリ       | 1952, 1953             |
| 2    | ジャック・ブラバム         | 1960, 1966             |
| 2    | ジェームズ・ハント         | 1975, 1976             |
| 2    | アラン・プロスト           | 1981, 1984             |

- 太字は2025年のF1世界選手権に参戦中のドライバー。
- ピンク地はF1世界選手権以外で開催された年。

### コンストラクター
| 回数 | コンストラクター | 優勝年                                               |
| ---- | ---------------- | ---------------------------------------------------- |
| 9    | フェラーリ       | 1949, 1952, 1953, 1961, 1971, 1974, 1977, 1982, 1983 |
| 6    | ロータス         | 1963, 1964, 1965, 1967, 1970, 1978                   |
| 4    | マクラーレン     | 1976, 1984, 1985, 2024                               |
| 3    | レッドブル       | 2021, 2022, 2023                                     |
| 2    | タルボ・ラーゴ   | 1950, 1951                                           |
| 2    | BRM              | 1959, 1962                                           |
| 2    | マトラ           | 1968, 1969                                           |
| 2    | ブラバム         | 1966, 1980                                           |

- 太字は2025年のF1世界選手権に参戦中のコンストラクター。
- ピンク地はF1世界選手権以外で開催された年。

### エンジン
| 回数 | メーカー       | 優勝年                                                     |
| ---- | -------------- | ---------------------------------------------------------- |
| 10   | フォード       | 1967, 1968, 1969, 1970, 1973, 1975, 1976, 1978, 1979, 1980 |
| 9    | フェラーリ     | 1949, 1952, 1953, 1961, 1971, 1974, 1977, 1982, 1983       |
| 4    | クライマックス | 1960, 1963, 1964, 1965                                     |
| 2    | TAG            | 1984, 1985                                                 |
| 2    | タルボ・ラーゴ | 1950, 1951                                                 |
| 2    | BRM            | 1959, 1962                                                 |
| 2    | メルセデス     | 1955, 2024                                                 |

- 太字は2025年のF1世界選手権に参戦中のメーカー。
- ピンク地はF1世界選手権以外で開催された年。

1. ↑  コスワースが製造。
2. ↑  ポルシェが製造。